# Erweiterungsgebäude der Technischen Hochschule Darmstadt

Erweiterungsbau der Technischen Hochschule Darmstadt (historische Ansichtskarte)

Das Erweiterungsgebäude der Technischen Hochschule Darmstadt ist ein Bauwerk in Darmstadt.

## Architektur und Geschichte
Das Erweiterungsgebäude der Technischen Hochschule Darmstadt wurde in den Jahren 1905 bis 1908 nach Plänen des Architekten Georg Wickop errichtet.  
Das Gebäude enthielt Räume für die Elektrotechnik, den Maschinenbau und die Materialprüfungsanstalt. 
Der Erweiterungsbau ist durch ein Treppenhaus mit dem alten Hauptgebäude der Hochschule verbunden und ergänzt dessen Westflügel nach Süden.
Der Mittelteil der Westfassade wird durch einen halbrunden, vorgezogenen Erker in den oberen Geschossen betont.
Der Erker ist über die Traufhöhe hinausgezogen worden und ist mit einer Balustrade oben abgeschlossen. 
Die Bauplastik besteht aus gelbem Sandstein.
Das Mauerwerk ist hell verputzt.
In den rustizierenden Sockelbereich eingebunden ist das erhaltene gebliebene hölzerne Eingangsportal; dessen architravähnliche Bekrönung aus gelben Sandstein von einem herausgearbeiteten Frauenkopf dominiert wird, der aus beidseitig über vier kleinen Fenstern herabhängenden Girlanden entspringt.
Das erste Obergeschoss wird durch Fensterbekrönungen und geschmückte Brüstungsfelder hervorgehoben.
Die Fenstergewände bestehen ebenfalls aus gelbem Sandstein.
Das massiv wirkende Bauwerk besitzt ein schiefergedecktes Dach.
Bei einem Luftangriff im Jahre 1944 wurde das Gebäude beschädigt.
In der Nachkriegszeit wurde es wiederhergestellt.

## Denkmalschutz
Aus architektonischen und stadtgeschichtlichen Gründen ist das Erweiterungsgebäude der Technischen Hochschule Darmstadt ein Kulturdenkmal.

## Der Erweiterungsbau heute
Heute beherbergt der Erweiterungsbau mehrere Institute der Technischen Universität Darmstadt.